# Val Ròia
La Val Ròia (en francès Vallée de la Roya, en italià Val Roia, en occità Val Ròia, en lígur Val Reuia) és una vall de 59 km dividida entre Itàlia i França. Totes dues parts són occitanes, però les francesa és de Provença i la italiana, de les Vallades. Pren el seu nom del riu Ròia, que la recorre íntegrament, fins a Ventimiglia.
Passa pel coll de Tenda (1.871 m) i comunica amb Limon, a les Vallades.
La part occidental de la vall és compresa pel parc nacional del Mercantour. Brelh de Ròia és l'últim municipi en territori francès per on passa el Ròia.
Els municipis que comprèn són Tenda, La Briga, Fontan, Saorgio, Breglio, Auriveta, Airole i Ventimiglia.

## Història
El 1860, a vegades de la cessió del Comtat de Niça a França, la continuïtat territorial de la vall es trenca en tres trossos (les alta, mitja i baixa Val Ròia).
La vall ve dividida en tres parts:
- l'Alta Val Ròia, comprenent els municipis piemontesos de Tenda i La Briga;
- la Mitja Val Ròia, comprenent els municipis francesos de Fontano, Saorgio i Breglio;
- la Baixa Val Ròia, comprenent els municipis lígurs d'Auriveta, Airole i Ventimiglia.

El 15 de setembre de 1947, a causa del Tractat de París de 1947, l'alta Val Ròia esdevé francesa amb les fraccions de Piena i Libri del municipi d'Auriveta, a la baixa Val Ròia.

## Muntanyes

### Carena est
Són situats al costat oriental de la vall als Alps Lígurs:
- Mont Baracon (514 m)
- Mont Abèli (610 m)
- Mont de l'Arpèta (1.610 m)
- Mont Lèga (1.556 m)
- Punta de Lugo (1.929 m)
- Mont Toragi (1.971 m)
- Mont Pèiravièlha (2.038)
- Cima de Mart (2.138 m)
- Mont Sacarèl (2.200 m), la muntanya més alta de Ligúria
- Mont Bertrand (2.481 m)
- Punta Marguarèis (2.651 m), la muntanya més alta dels Alps Lígurs
- Tèsta de Claudon (2.386 m)
- Cima del Bèc (2.300 m)
- Mont Còrt (1.719 m)

### Carena oest
Al costat occidental de la vall als Alps Marítims:
- Mont Pòtz (569 m)
- Mont Grazian (862 m)
- Mont de l'Arboín (1.572 m)
- Mont Ventabrèn (1.976 m)
- Cima del Còs (1.679 m)
- Punta de las Tres Comunas (2.082 m)
- Mont Bèc (2.873 m)
- Mont Clapièr (3.045 m)
- Cima de l'Anhèlh (2.852 m)
- Ròca de l'Abís (2.765 m)

### Valls laterals
- Val de la Bendòla
- Val del Cairòs
- Val del Levènça
- Valmasca
- Vallon de la Minièra
- Val de las Meravelhas

## Refugis alpins
- Refugi de las Meravelhas (2.111 m)
- Refugi de Valmasca (2.221 m)

## Llengua
A la vall s'hi parla com llengua oficial el francès i l'italià.
La població, però, parla occità.

## Economia
L'economia de la Val Ròia gira al voltant de (sobretot) la vall de Menton, Mònaco i Niça o de Ventimiglia, Sanremo i Imperia.

## Municipis
Aquests són els municipis compresos a la Val Ròia:
| Municipi      | Habitants  | Superfície | Densitat      | Altitud      |
| ------------- | ---------- | ---------- | ------------- | ------------ |
| Tenda         | 1.844 ab.  | 174,08 km² | 10,59 ab./km² | 816 m s.l.m. |
| La Briga      | 595 ab.    | 88,29 km²  | 6,74 ab./km²  | 748 m s.l.m. |
| Fontan        | 234 ab.    | 46 km²     | 5,09 ab./km²  | 434 m s.l.m. |
| Saorgio       | 396 ab.    | 90,5 km²   | 4,38 ab./km²  | 513 m s.l.m. |
| Brelh de Ròia | 2.028 ab.  | 82,32 km²  | 24,64 ab./km² | 287 m s.l.m. |
| Auriveta      | 254 ab.    | 13,84 km²  | 18 ab./km²    | 292 m s.l.m. |
| Airole        | 495 ab.    | 14,74 km²  | 33 ab./km²    | 149 m s.l.m. |
| Ventimiglia   | 25.730 ab. | 54,06 km²  | 476 ab./km²   | 0 m s.l.m.   |